# Saint-Nauphary

Saint-Nauphary este o comună în departamentul Tarn-et-Garonne din sudul Franței. În 2009 avea o populație de 1.687 de locuitori.

## Evoluția populației
| An        | 1975 | 1982  | 1990  | 1999  | 2006  | 2009  |
| --------- | ---- | ----- | ----- | ----- | ----- | ----- |
| Populație | 802  | 1.015 | 1.208 | 1.225 | 1.546 | 1.687 |